# Теория электрических цепей

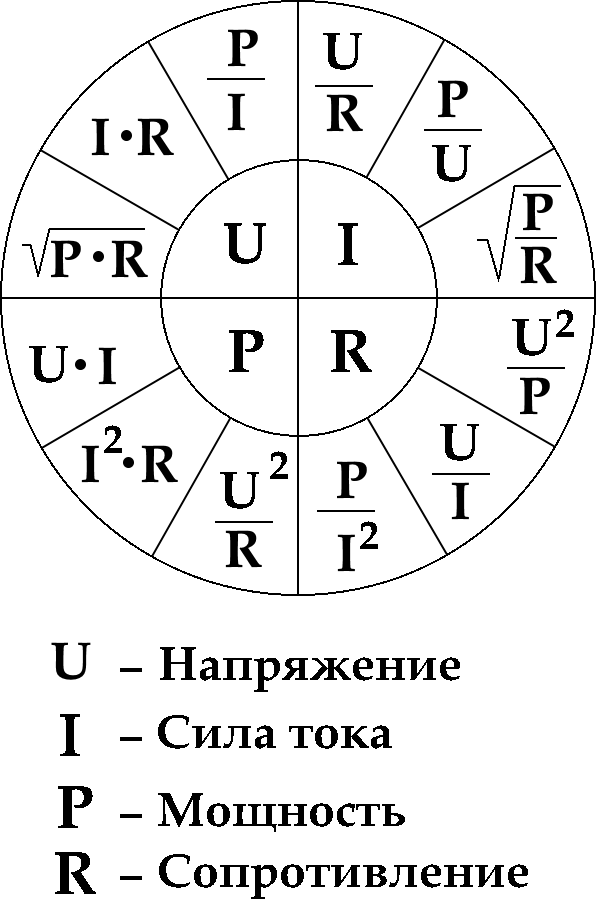
Электрическое напряжение
Сила тока
Электрическая мощность
Электрическое сопротивление

Теория электрических цепей (ТЭЦ) — совокупность наиболее общих закономерностей, описывающих процессы в электрических цепях. Теория электрических цепей основана на двух постулатах:
1. Исходное предположение теории электрических цепей. Все процессы в любых электротехнических устройствах можно описать с помощью двух понятий: тока и напряжения.
2. Исходное допущение теории электрических цепей. Сила тока в любой точке сечения любого проводника одна и та же, а напряжение между любыми двумя точками пространства изменяется по линейному закону[источник не указан 3028 дней].

## Основные понятия
Сила тока — количество заряда (q, в Кулонах), перемещаемое через поперечное сечение проводника в единицу времени (t, в секундах).
i(t) = dq/dt или I = q/t , измеряется в Амперах = А
Напряжение — предел отношения количества энергии, необходимой для переноса некоторого количества электричества из одной точки пространства в другую, к этому количеству электричества, когда оно стремится к нулю. Последнее равенство написано в предположении, что энергия и заряд — величины непрерывные. Размерность напряжения:
В = Дж • Кл−1
Из основных понятий как следствие вытекают определения:
Энергия — мера способности объекта совершать работу. Её размерность:
Дж = В • А • с
Мощность — скорость изменения энергии во времени. Размерность мощности:
Вт = Дж • с−1 = В • А

### Электрическая цепь
Электрическая цепь — совокупность элементов и источников, предназначенных для генерации, приема и преобразования токов и напряжений (электрических сигналов). Те участки цепи, куда поступают или для которых генерируются сигналы, называют входами; те участки, на которых регистрируют токи или напряжения в результате их генерации или преобразования, — выходами.
Элементы электрической цепи — идеализированные устройства с двумя или более зажимами, все электромагнитные процессы в которых с достаточной для практики точностью могут быть описаны только в основных понятиях (тока и напряжения).
Элементы бывают: линейные и нелинейные, пассивные и активные, стационарные и нестационарные, непрерывные и дискретные, с сосредоточенными и распределенными параметрами. Из дальнейшего рассмотрения исключим нестационарные элементы и элементы с распределенными параметрами.
Источники электромагнитной энергии — идеализированные устройства, имеющие два или более зажимов и предназначенные для генерации или преобразования электромагнитной энергии. Источники бывают: независимые, зависимые и управляемые.

### Ветвь
Ветвью называется участок электрической цепи с одним и тем же током. Ветвь состоит из одного активного или пассивного элемента или представляет собой последовательное соединение нескольких элементов.

### Узел
Узлом называется место соединения ветвей. Различают понятия геометрического и потенциального узлов. Геометрические узлы, имеющие одинаковые потенциалы, могут быть объединены в один потенциальный узел.

### Контур
Контуром называется замкнутый путь, проходящий через несколько ветвей и узлов разветвлённой электрической цепи.

### Двухполюсник
Двухполюсником называют часть электрической цепи с двумя выделенными зажимами-полюсами.

### Четырёхполюсник
Четырёхполюсником называют часть электрической цепи, имеющую две пары зажимов, которые называются входными и выходными.